# MZKT-6922
Le MZKT-6922 est un châssis spécial à roues biélorusse. Il a été conçu comme un transporteur spécialisé pour les missiles de défense aérienne à courte et moyenne portée, les radars et les équipements associés. Le véhicule a été créé pour être adapté aux systèmes antiaériens soviétique et russe comme les Strela-1, Strela 10, Osa, Bouk et Tor. Ce châssis a été choisi car il est beaucoup moins cher que les véhicules chenillés sur lesquels étaient installés tous ces systèmes antiaériens. Le MZKT-6922 a été créé pour être une plateforme standardisée très polyvalente pouvant accueillir tout type d'équipement.
Le véhicule a été plus ou moins développé conjointement avec la Russie, les véhicules de la marque MZKT sont depuis longtemps utilisés sur beaucoup d'équipements soviétiques. La Russie avait continué ce partenariat avec la Biélorussie.

## Utilisateurs
La Biélorussie a réussi à exporter son châssis dans plusieurs pays, la plupart du temps les ventes portaient sur des véhicules antiaériens,.
 Angola
 Biélorussie
 Russie
 Birmanie
 Venezuela

## Galerie d'images

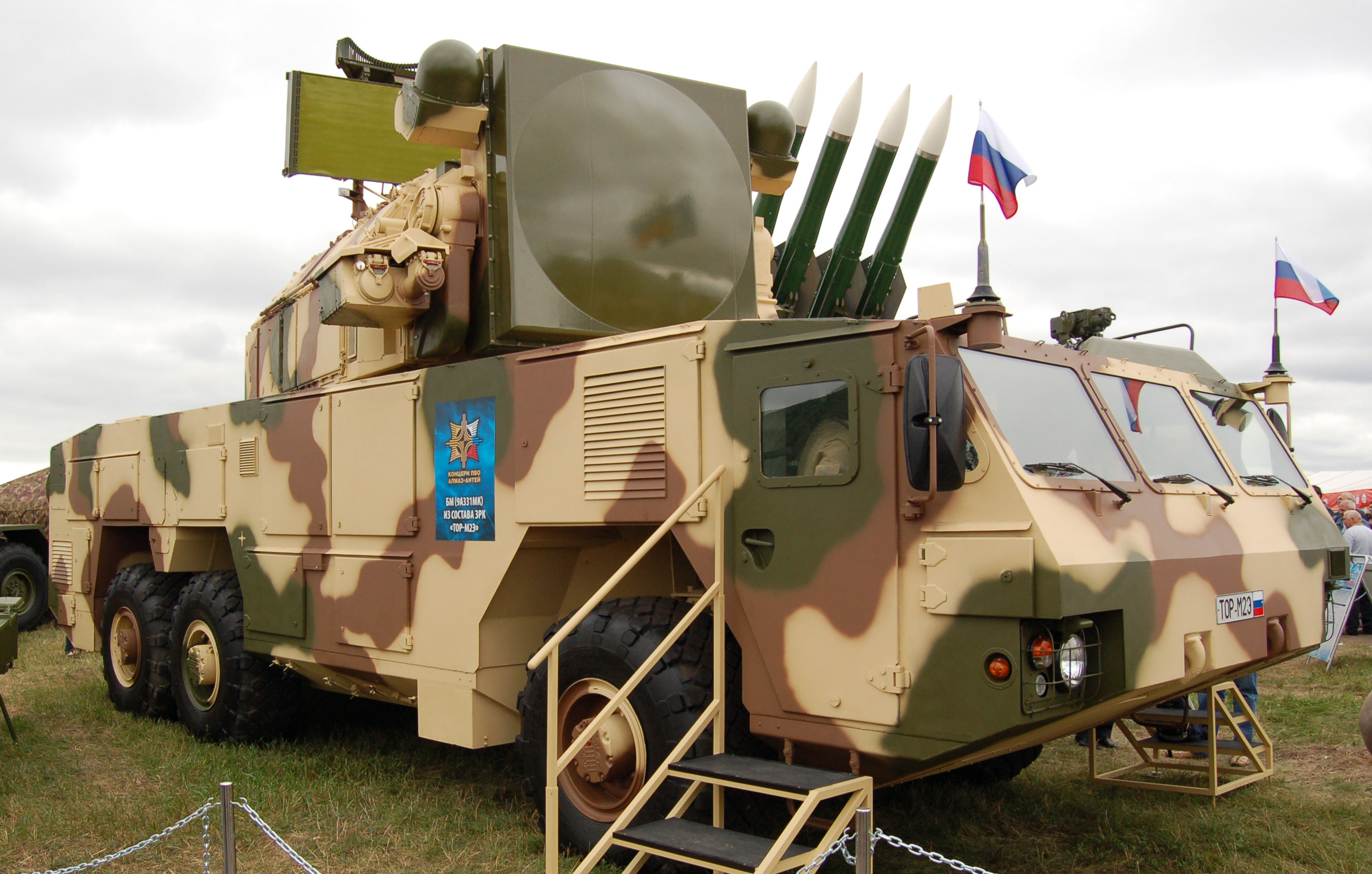
Tor M2E sur MZKT-6922 au MAKS 2009 (en) show
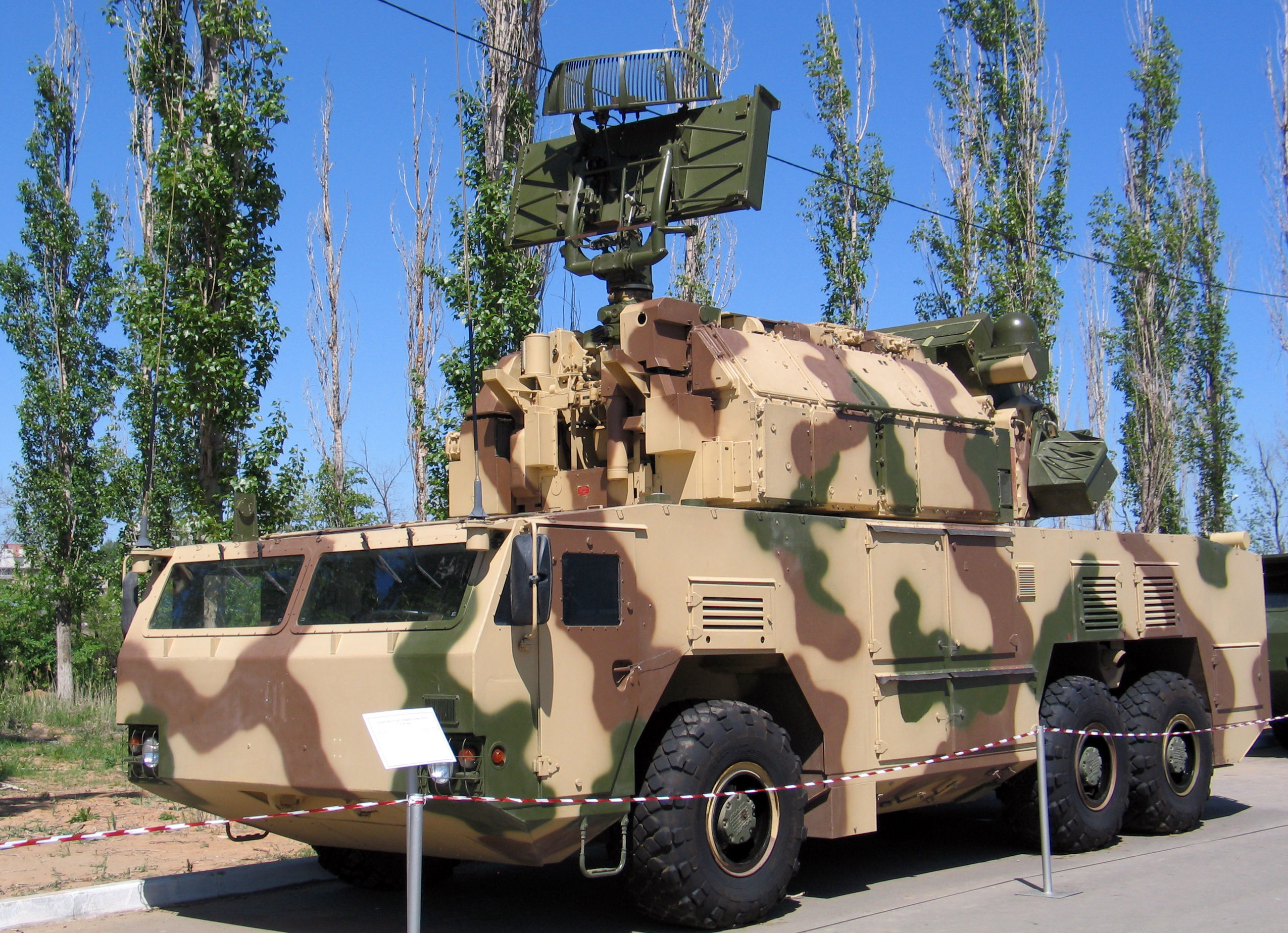
Avec missiles Tor